# Денвер (набір програм)
Денвер (від скор. Д.н.w.р або ДНВР — джентльменський набір Web-розробника) — набір дистрибутивів і програмна оболонка, призначені для створення та налагодження сайтів (вебдодатків, іншого динамічного вмісту інтернет-сторінок) на локальному ПК (без необхідності підключення до мережі Інтернет) під управлінням ОС Windows.

## Група розробників
- Дмитро Котеров — автор, відомий також як автор популярного[2] самовчителя з PHP
- Антон Сущов — провідний розробник, модератор форуму.
- Михайло Лівач — інженер технічної підтримки користувачів, розробник.

## Базовий пакет
- Вебсервер Apache з підтримкою SSI, SSL, mod_rewrite, mod_php.
- Інтерпретатор PHP з підтримкою GD, MySQL, SQLite.
- СУБД MySQL з підтримкою транзакцій (mysqld-max).
- Система управління віртуальними хостами, заснована на шаблонах.
- Система управління запуском і завершенням.
- Панель phpMyAdmin для адміністрування СУБД.
- Ядро інтерпретатора Perl без стандартних бібліотек (поставляються окремо).
- Емулятор sendmail і сервера SMTP з підтримкою роботи спільно з PHP, Perl, Parser та ін
- Інсталятор.

## Пакети розширень
- Повна версія ActivePerl 5.8.
- Інтерпретатор PHP версії 5 з повним набором модулів.
- Інтерпретатор Python.
- СУБД MS SQL, PostgreSQL або InterBase/FireBird версій 1 і 2.
- Інтерпретатор PHP версії 3 або 4.
- Інтерпретатор Parser.
- Виправлення в CONFIGURATION.

## Можливості
Відразу після установки клієнту доступний повністю справний вебсервер Apache, що працює на його локальному комп'ютері, на якому може працювати необмежена кількість сайтів, що дуже ефективно для розробки та налагодження сценаріїв PHP без завантаження їх файлів на віддалений сервер. Для запуску практично всіх утиліт «Денвера» використовується додаток Run в підкаталозі / denwer (або / etc) кореневого каталогу установки Денвера. При запуску створюється віртуальний диск (за замовчуванням — Z:), де зберігаються всі файли проєктів.
Третя версія підтримує роботу з флеш-накопичувача.
Особливістю, що відрізняє Denwer від інших WAMP-дистрибутивів, є автоматична правка системного файлу hosts, який є локальним аналогом DNS-сервера, що дозволяє звертатися до локальних сайтів, які працюють під управлінням Денвера, по іменах, що збігаються з іменами тек, розташованих в каталозі home Денвера.

## Ліцензування та розповсюдження
Пакет поширюється як freeware (містить кілька закритих .Exe утиліт командного рядка). Завантаження вимагає обов'язкового заповнення анкети на сайті з вказівкою e-mail адреси клієнта.

## Конкуренти
Останнє оновлення проєкту Денвер відбулося у 2013 році, коли було оголошено про швидкий вихід Денвер-4, який так і не з'явився. На зміну вдалому проєкту у 2014 прийшов Open Server Panel Максима Архіпова зі зручнішим графічним інтерфейсом налаштування та сучасними версіями PHP та супутніх моделей. Зараз Open Server є заміною старого Денвера.